# Baja California Sur
Baja California Sur [bacha kalifornia sur] (do češtiny volně přeloženo jako Jižní Dolní Kalifornie) je jeden z 31 států Mexika. Rozkládá se na jižní polovině Kalifornského poloostrova. Sousedí se státem Baja California, hranicí mezi státy byla ustanovena 28. rovnoběžka severní šířky. Stát je omýván vodami Tichého oceánu na západním pobřeží a Kalifornským zálivem na východě. Ve vodách okolo Baja California Sur se nachází několik větších mexických ostrovů – např. Magdalena, Santa Margarita, San José a Carmen. Podnebí státu je velice suché, vodní zdroje jsou omezené. Reliéf je hornatý, část území zaujímá poušť El Vizcaíno. I přes tyto nedostatky má celý region předpoklady pro významný rozvoj turistiky.
Baja Califonia Sur existuje jako spolkový stát od 8. října 1974, předtím se jednalo o teritorium. Je tedy společně se státem Quintana Roo nejmladším mexickým státem (oba vznikly ve stejný den).